# ゼネラル・エレクトリック F404

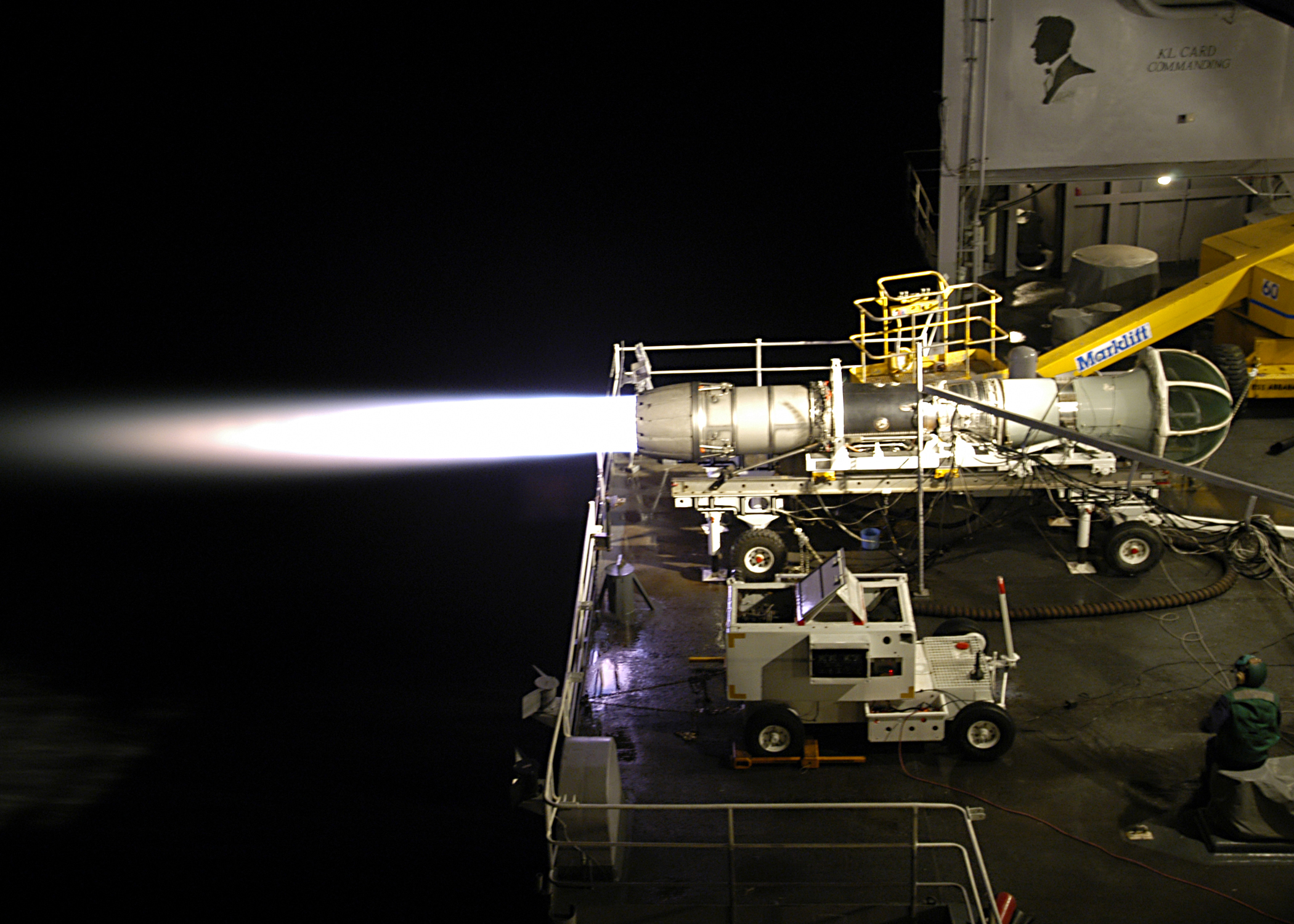
F404

ゼネラル・エレクトリック F404は、アメリカ合衆国のゼネラル・エレクトリック（現GE・アビエーション）が開発した低バイパス比ターボファンエンジン。開発当時としては圧倒的な推力重量比を誇り、小型・高推力のエンジンとして、多くの軍用機に用いられている。発展型としてゼネラル・エレクトリック F414も開発された。

## 設計と開発
GEは、F-15およびF-16のエンジン選定においてプラット・アンド・ホイットニーのプラット・アンド・ホイットニー F100に敗れてまもなく、F/A-18に搭載するエンジン開発を、YF-17用に開発したYJ101をベースに進めた。YJ101をベースにしたのは、性能より信頼性が求められたこととコストの低減という目標があったためである。原型となったYJ101は、コンティニュアス・ブリード式と呼ばれる新概念のエンジンで、ターボファンとターボジェットの中間的なものであり、バイパス比が0.2と非常に低かった。これをミリタリー推力時の燃費を考慮し比率を0.2から0.34に引き上げている。高バイパスになるほど（排気中の余剰酸素が多くなるため）アフターバーナー使用時の出力増強効果は増すが、燃費は著しく悪化する点からである。戦闘機としては典型的なターボファンエンジンとなったが、それでも同時代のTF30（F-111やF-14など）やRB-199（トーネード）がバイパス比1.0-1.1なのと比べると、かなり低い部類に入る。
また、GEは"スロットルプロフィル"の分析の結果、エンジニアが以前予想したよりも頻繁なスロットル操作を必要とすることが判明したため、F404の設計において、制御入力に迅速に応答すること、コンプレッサーストールおよび他のエンジンの故障を回避することを盛り込んだ。初期のターボジェットエンジンにおいて、推力操作の変化になかなか応答しないことは、プロペラ機からジェット機への転換期にはパイロット共通の不満であった。また、開発に当たってはGE幹部のフレデリック・A・ラーソンとポール・セットは、新しいエンジンはF-4のゼネラル・エレクトリック J79よりも小さいが高い推力を有し、コストはF100の半分とする目標を設定した。
こうして設計されたF404のエンジンファンは、圧縮機に入る空気の流れを滑らかにするよう設計されており、高迎え角などで起きやすいコンプレッサーストールに高い耐性を有する。また、スロットル入力への即応性にも配慮しており、アイドルからフル・アフターバーナー出力まで4秒程度となっている。また、飛行中のエンジン状態監視システムICEMS（In-flight engine condition monitoring system）を搭載し、部品の疲労度をモニターする。
GEはまた、スイスの要求に応じて推力を増加させたF404-GE-402を開発した。この新しいエンジンは、クウェートのF/A-18、F/A-18C/D（中後期量産型）などの機体に使用されており、旧式のJ79の約6割の質量ながらそれに比肩する出力を誇るなど、この時点において当初の目標を上回る成功を収めた。
T-50に搭載されたF404-GE-102は、FADECを搭載しており、3段のファン、7軸のタービン、アフターバーナーで構成されており、アフターバーナー時の推力は78.7 kN（17,700 lbf）である。
スウェーデンのボルボでは、単発機のサーブ 39 グリペン用にF404の改良型であるRM12を開発・生産している。
A-12用に改良型のF412も開発された。A-12の開発中止とともに開発が中止されたが、研究成果はF414の開発に使用された（F414はF412ベースのコアを使用している）。
またゼネラル・エレクトリックの船用ガスタービンとして、F404のコアを使用したゼネラル・エレクトリック LM1600も開発され、高速フェリーなど向けとして提供されている。
GEは、後にF100 エンジンの代替としてF110を開発するが、開発に当たってF404の技術も盛り込まれている。

## 型式と搭載機
- F404-GE-100
  - F-20 タイガーシャークに搭載。最大推力17,000 lbf (75.6 kN)。
- F404-GE-100D
  - A-4SU スーパースカイホークに搭載。F404-GE-100のアフターバーナーの非搭載型。最大推力11,000 lbf (48.9 kN)。
- F404-GE-102
  - T-50 ゴールデンイーグルに搭載。最大推力18,000 lbf (80.1 kN)。
- F404-GE-102D
  - ファントム・レイに搭載。F404-GE-102のアフターバーナーの非搭載型。最大推力50.03 kN (11,200 lbf)。
- F404-GE-103
  - T-7 レッドホークに搭載。ドライ推力11,000 lbf (48.9 kN)、最大推力17,000 lbf (75.6 kN)。
- F404-GE-400
  - F/A-18A/B ホーネット、X-29、X-31、ラファールAに搭載。FMA SAIA 90（en）に搭載予定だった。最大推力16,000 lbf (71.2 kN)
- F404-GE-400D
  - A-6F イントルーダーⅡに搭載予定だったモデルで、F404-GE-400のアフターバーナー非搭載型。A-6Fと共に開発中止。推力10,800 lbf(47.95kN)
- F404-GE-402
  - F/A-18C/D ホーネットに搭載。最大推力18,000 lbf (80.1 kN)。
- F404/F2J1
  - FS-X初期案で搭載するエンジンとしてPW1120、RB199とともに検討されていた型式。性能はF404-GE-402と同じ[6]。
- F404-GE-404
  - F/A-18L ホーネットに搭載予定であったエンジン。
- F404-GE-IN20
  - テジャスの初期量産型に搭載。ドライ推力は53.9 kN（12,100 lbf）、アフターバーナー時最大推力は20,200 lbf (89.9 kN)。
- F404-GE-F1D2
  - F-117 ナイトホークに搭載。アフターバーナー非搭載。最大推力11,000 lbf (48.9 kN)。
- F404-GE-F2J3
  - テジャスの試作機に搭載。最大推力18,300 lbf (81.4 kN)。
- RM12
  - サーブ 39 グリペン（E/Fを除く）に搭載。ナメルにも搭載計画があった。ドライ推力12,100 lbf (53.8 kN)、最大推力18,100 lbf (80.5 kN)。
- F412
  - A-12 アヴェンジャーII用発展型。開発中止。アフターバーナーを装備しない亜音速機用。そのため、亜音速飛行時の効率重視でファン直径が大きくされ、その分バイパス比も大きくなっている。エンジンコア・FADECなどはF414の開発に流用された。

## 要目（F404-GE-402）
一般的特性
- 形式: アフターバーナー装備 ターボファン
- 全長: 3,912mm
- 直径: 889mm
- 乾燥重量: 1,036kg

構成要素
- 圧縮機: 軸流式（ファン3段・圧縮機7段）
- 燃焼器: アニュラー
- タービン: 低圧1段+高圧1段

性能
- 推力: 

  - 48.9 kN (11,000 lbf) ミリタリー推力
  - 78.7 kN (17,700 lbf) フルアフターバーナー
- 全圧縮比（英語版）: 26:1
- バイパス比: 0.34:1
- 燃料消費率: 

  - ミリタリー推力：0.81 lb/（lbf・h）（82.6 kg/（kN・h）
  - フルアフターバーナー：1.74 lb/（lbf・h）（177.5 kg/（kN・h）
- 推力重量比: 7.75:1（76.0N/kg）